# Amanda Anisimova
Amanda Anisimova, född 31 augusti 2001 i Freehold i New Jersey, är en amerikansk tennisspelare. Hon har som högst varit # 12 på WTA:s singelrankning.

## Karriär

### 2019
I april 2019 tog Anisimova sin första WTA-titel vid Copa Colsanitas, där hon besegrade Astra Sharma i finalen.

### 2020
Anisimova började året med att nå semifinal vid WTA Auckland Open, där det dock blev förlust mot Serena Williams. Anisimova följde upp detta med en mindre lyckad turnering, då hon blev utslagen i den första omgången mot Zarina Diyas vid Australiska öppna. Hon tävlade även i mixed dubbeln tillsammans med Nick Kyrgios, där de blev utslagna i den andra omgången mot Barbora Krejčíková och Nikola Mektić.

## WTA-finaler i kronologisk ordning

### Singel: 2 (1 titel, 1 andraplats)
| Teckenförklaring                    |
| ----------------------------------- |
| Grand Slam turneringar (0–0)        |
| WTA Tour Championships (0–0)        |
| Premier Mandatory & Premier 5 (0–0) |
| Premier (0–0)                       |
| International (1–1)                 |

| Finaler efter underlag |
| ---------------------- |
| Hard court (0–1)       |
| Grus (1–0)             |
| Gräs (0–0)             |

| Resultat | V–F | Datum          | Turnering                 | Kategori      | Underlag   | Motståndare  | Resultat      |
| -------- | --- | -------------- | ------------------------- | ------------- | ---------- | ------------ | ------------- |
| Tvåa     | 0–1 | September 2018 | Japan Women's Open, Japan | International | Hard court | Hsieh Su-wei | 2–6, 2–6      |
| Vinnare  | 1–1 | April 2019     | Copa Colsanitas, Colombia | International | Grus       | Astra Sharma | 4–6, 6–4, 6–1 |